# Initieel laatpaleolithicum

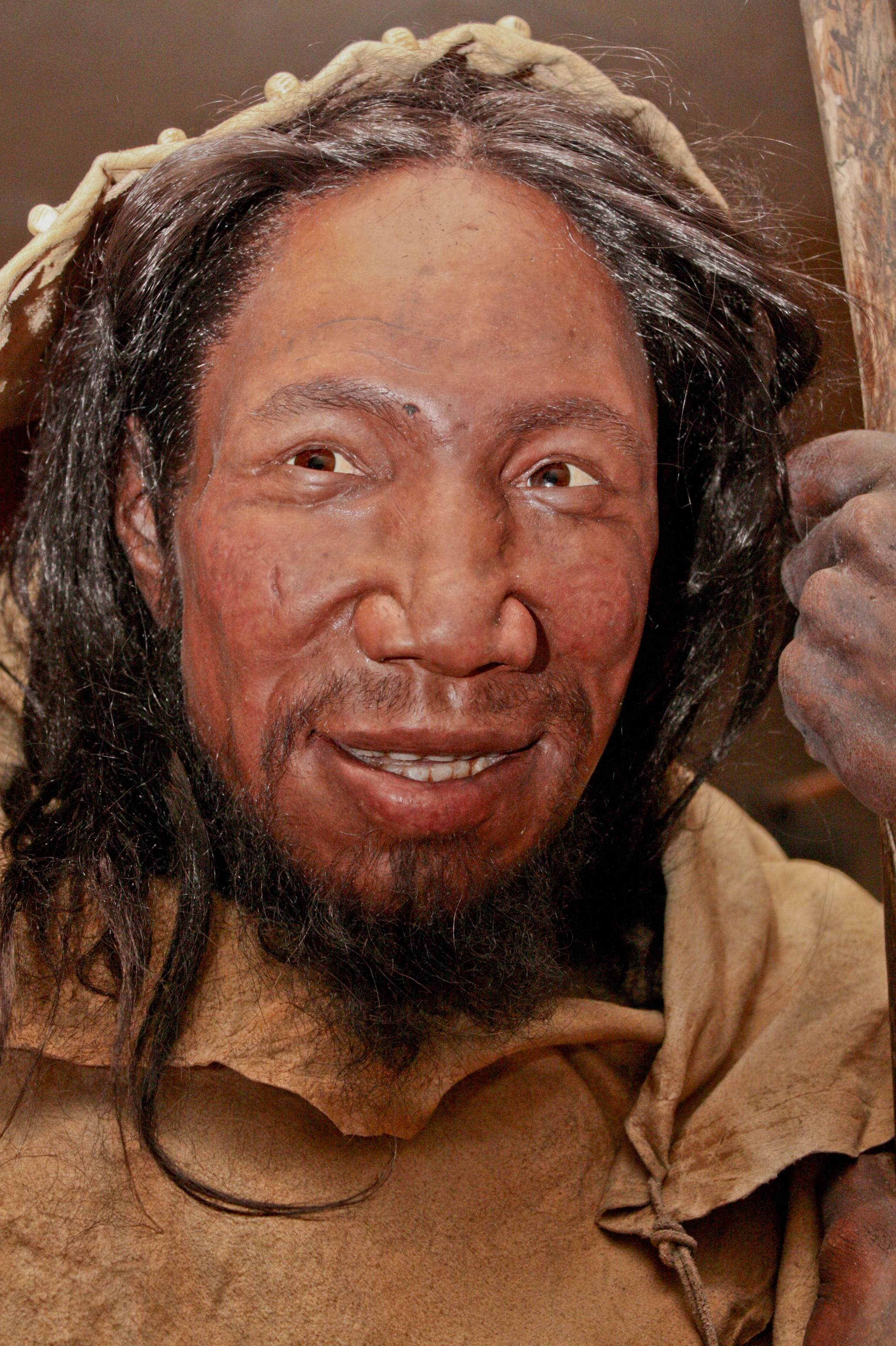
forensische gezichtsreconstructie van Peștera cu Oase 2

Het initieel laatpaleolithicum (Engels: Initial Upper Paleolithic, IUP, c. 50.000-40.000 BP) beslaat de eerste fase van het laatpaleolithicum, waarin de vroege moderne mens zich door heel Eurazië uitbreidde.

## Genetica
Er wordt aangenomen dat de moderne mens zich tijdens de initiële laatpaleolithische golf uitbreidde van een bevolkingscentrum via een sterachtig expansiepatroon (>45.000 BP), verbonden met een als Oud-Oost-Euraziatisch benoemde populatie (Ancient East Eurasians), die grotendeels voorouderlijk waren aan de moderne volkeren in Oost-Eurazië en Oceanië, met name de Oost-Aziatische volkeren, Aboriginal Australiërs en Papoea's. Terwijl oude individuen gevonden in Centraal-Azië en Europa, zoals de Oest-Isjim-man, Batsjo Kiro of Peștera cu Oase 2, echter routes landinwaarts gebruikten, gebruikten de directe voorouders van de moderne Oost-Aziaten en Oceaniërs een zuidelijke verspreidingsroute door Zuid-Azië, waarbij ze snel divergeerden.   
De sites uit het initiële laatpaleolithicum worden beschouwd als de vroegste manifestaties van de moderne mens in Europa. Deze mensen lijken echter niet de voorouders van latere Europeanen te zijn geweest, aangezien de zeer weinige oude DNA-monsters die uit deze periode zijn teruggevonden, geen relaties tonen met latere Europese vondsten. Ze bereikten de Batsjo Kirogrot en Peștera cu Oase, maar deze kolonisatiegolf reikte niet tot West-Europa en was blijkbaar niet bijzonder succesvol. 
Deze vroege Euraziatische populaties vermengden zich in de periode tussen 60.000 en 50.000 jaar geleden episodisch met neanderthalers, waarschijnlijk al tijdens de beginfase van hun expansie in West-Azië, en ze droegen ~ 2-9% neanderthaler-afkomst in hun genoom. Er wordt aangenomen dat de vroege moderne mens gedurende een periode van ongeveer 3.000 tot 5.000 jaar naast de neanderthaler in Europa leefde. 
Tot de vroegste moderne mensen die rechtstreeks in deze periode werden gedateerd behoren: 
- het individu van 46.000 tot 43.000 jaar geleden in de Batsjo Kirogrot in het huidige Bulgarije
- de 45.000 jaar oude Oest-Isjim-man (geen continuïteit met latere Euraziatische bevolkingen)
- de 43.000 jaar oude Zlatý kůň-vrouw (geen continuïteit met latere Euraziatische bevolkingen)
- de Tianyuanmens, circa 40.000 jaar geleden, welke verwantschap toont met moderne Aziaten en indianen
- Peștera cu Oase 1 en 2 (geen continuïteit met latere Euraziatische bevolkingen)
- Fumane 2, circa 40.000 BP.

Met uitzondering van de Tianyuanmens droegen deze individuen niet substantieel bij aan de huidige menselijke bevolking. 
Ongeveer 37.000 BP ontstond een nieuwe golf van moderne mensen, waaruit een stichtende populatie ontstond die de voorouder werd van de moderne Europeanen, geïllustreerd door individuen als Kostjonki-Borsjtsjovo 14.

## Technologie en kunst
Het initiële laatpaleolithicum ging gepaard met de verspreiding van een bepaald technologisch complex in Eurazië,  mogelijk gerelateerd aan het Europese Châtelperronien.  Het Aurignacien-complex (Proto-Aurignacien en Vroeg-Aurignacien) met zijn beroemde grotkunst lijkt echter gerelateerd te zijn aan een andere, latere, menselijke golf die zich vanuit de Levant verspreidde. Lagen van het Aurignacien (42.000-28.000 BP) dateren over het algemeen van na het late Moustérien en het initiële laatpaleolithicum.  Het Aurignacien lijkt rond 43.000 tot 42.000 cal BP op een nog niet nader bepaalde wijze uit het initiële laatpaleolithicum te zijn voortgekomen.

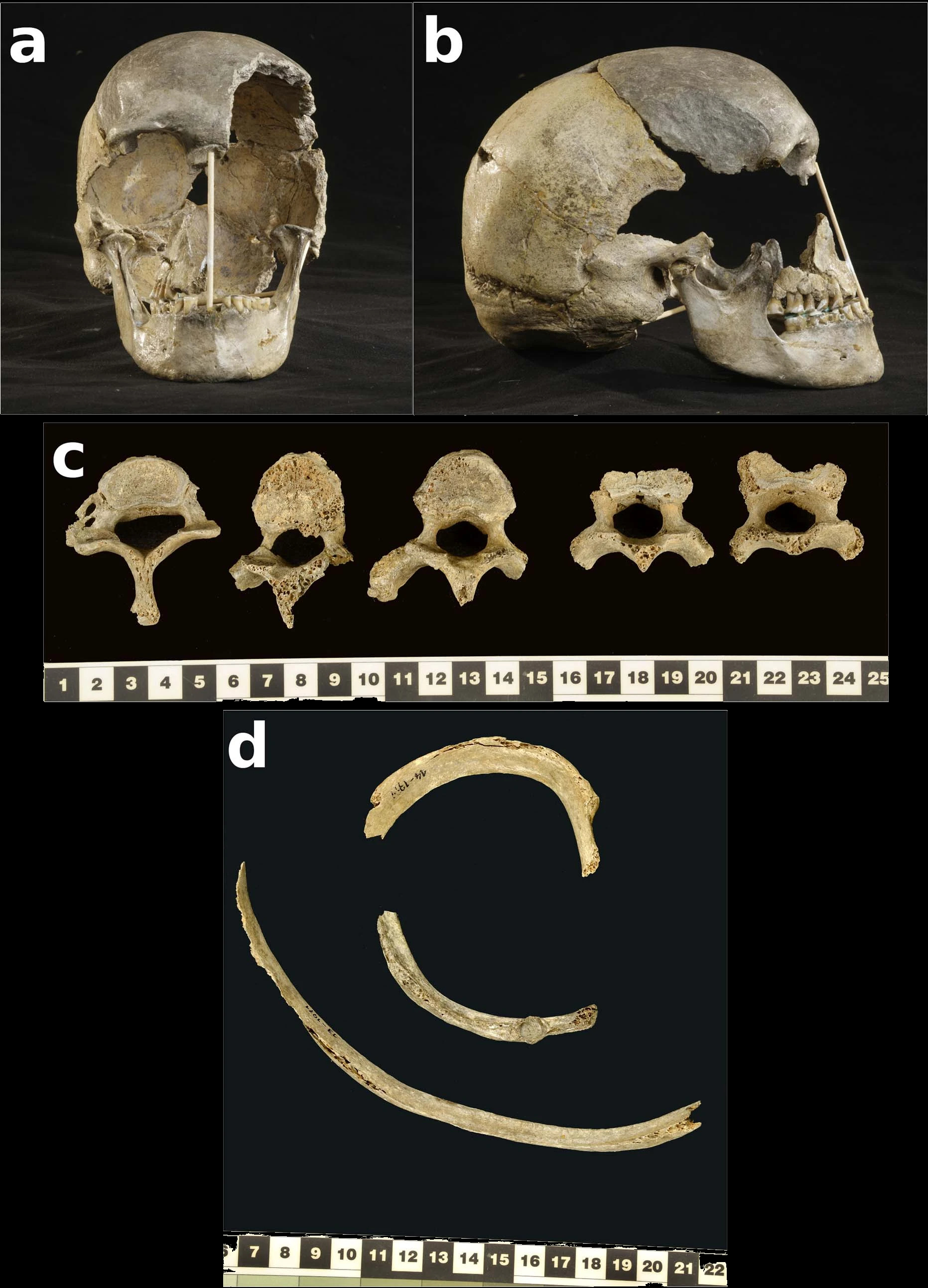
skeletresten van de Zlatý kůň-vrouw
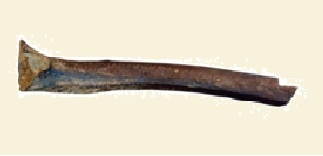
dijbeen van de Oest-Isjim-man
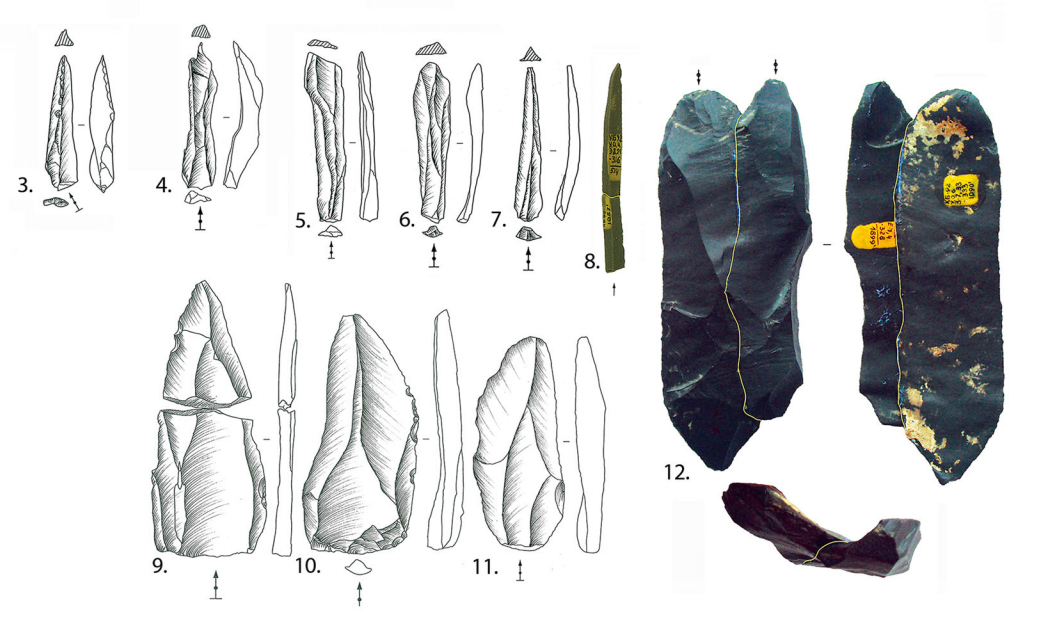
klingen uit Kara-Bom, een waarschijnlijke initieel laatpaleolithische vindplaats